# 알렉산드르 자하르첸코
알렉산드르 블라디미로비치 자하르첸코(러시아어: Александр Владимирович Захарченко, 1976년 6월 26일 ~ 2018년 8월 31일)는 도네츠크 인민공화국의 초대 국가수반이다.
우크라이나에서 기업인으로 활동하였으며, 친러시아 전투세력인 민족주의운동 오플로트(Oplot)를 지냈다.
2014년 8월 7일 알렉산드르 보로다이의 뒤를 이어 도네츠크 인민공화국의 제2대 총리로 취임했다. 2014년 11월 2일 돈바스 자체 총선거가 동시 실시되면서 도네츠크 인민공화국 국가수반 선거에서 도네츠크 공화국 소속으로 당선되어, 2014년 11월 4일부로 초대 수반이 되었다.
우크라이나 미디어는 그를 전직 우크라이나 내무부 소속이라고 주장한다. 2018년 8월 31일 도네츠크 시내에 있는 한 카페에서 우크라이나 정부군 특수부대원으로 추정되는 자가 설치한 급조폭발물에 의해 사망했다.

## 같이 보기
- 발레리 볼로토프